# BV-4315
La carretera BV-4315 és una carretera del terme municipal de Santa Maria d'Oló, de la comarca del Moianès.
La carretera arrenca de la carretera BP-4313 ran de l'Eix Transversal al costat de ponent del Serrat de Cal Tripeta. Des d'aquell lloc, i en un curt recorregut d'1 quilòmetre en direcció sud-est porta al bell mig del poble de Santa Maria d'Oló.

## Etimologia
Es tracta d'un topònim arbitrari contemporani, que reflecteix una sistematització del nomenclàtor de carreteres: la B correspon a l'adscripció de la carretera a la Diputació de Barcelona, ens que en tingué cura fins al seu traspàs a la Generalitat de Catalunya, i la V al seu caràcter de veïnal, actualment obsolet.